# Land Rover Range Rover L405
Le Range Rover L405 est un véhicule de type SUV tout-terrain luxueux produit par le constructeur automobile britannique Land Rover de 2012 à 2021. En 2017, elle est restylée et reçoit une variante hybride rechargeable dotée d'un moteur essence de 300 ch accouplé à une puissance de 404 ch et un moteur électrique de 85 kW. La version reliftée arbore des phares à LED inspirés du Range Rover Velar, des nouveaux boucliers et des feux arrière à diodes.

## Caractéristiques

### Motorisations
- Essence : V8 5,0 L essence suralimenté Jaguar: 510 ch entre 6 000 et 6 500 tr/min – 625 N m entre 2 500 et 5 500 tr/min

- Diesel : TDV8 3,6 L turbo diesel : 272 ch à 4 000 tr/min - 650 N m

D'origine Ford-PSA, ce moteur diesel biturbo est basé sur le moteur Ford "AJD/PSA DT17" V6 2,7 L : 200 à 208 ch et 440 N m, profondément remanié, auquel on a rajouté deux cylindres et augmenté l'angle entre les 2 rangées de cylindres à 80 degrés contre 60 degrés pour la version 6 cylindres
- Hybride diesel : SDV6 3.0L Turbo diesel 306 ch + électrique (48 ch) = 354 ch cumulés
- Diesel
  - TDV8 4,4 L turbo diesel : 313 ch à 4 000 tr/min - 700 N m entre 1 500 et 3 000 tr/min

Ce moteur est une augmentation de cylindrée du moteur TDV8 précédent d'origine Ford-PSA de 3,6 L à 4,4 L. 
Utilisé à partir de 2010. SDV8 4,4 L turbo diesel: 339 ch
- - Hybride essence : 2.0 L 300 + électrique (85 kW/116 ch) = 404 ch cumulés

### Carrosseries
- Range Rover SV Coupé

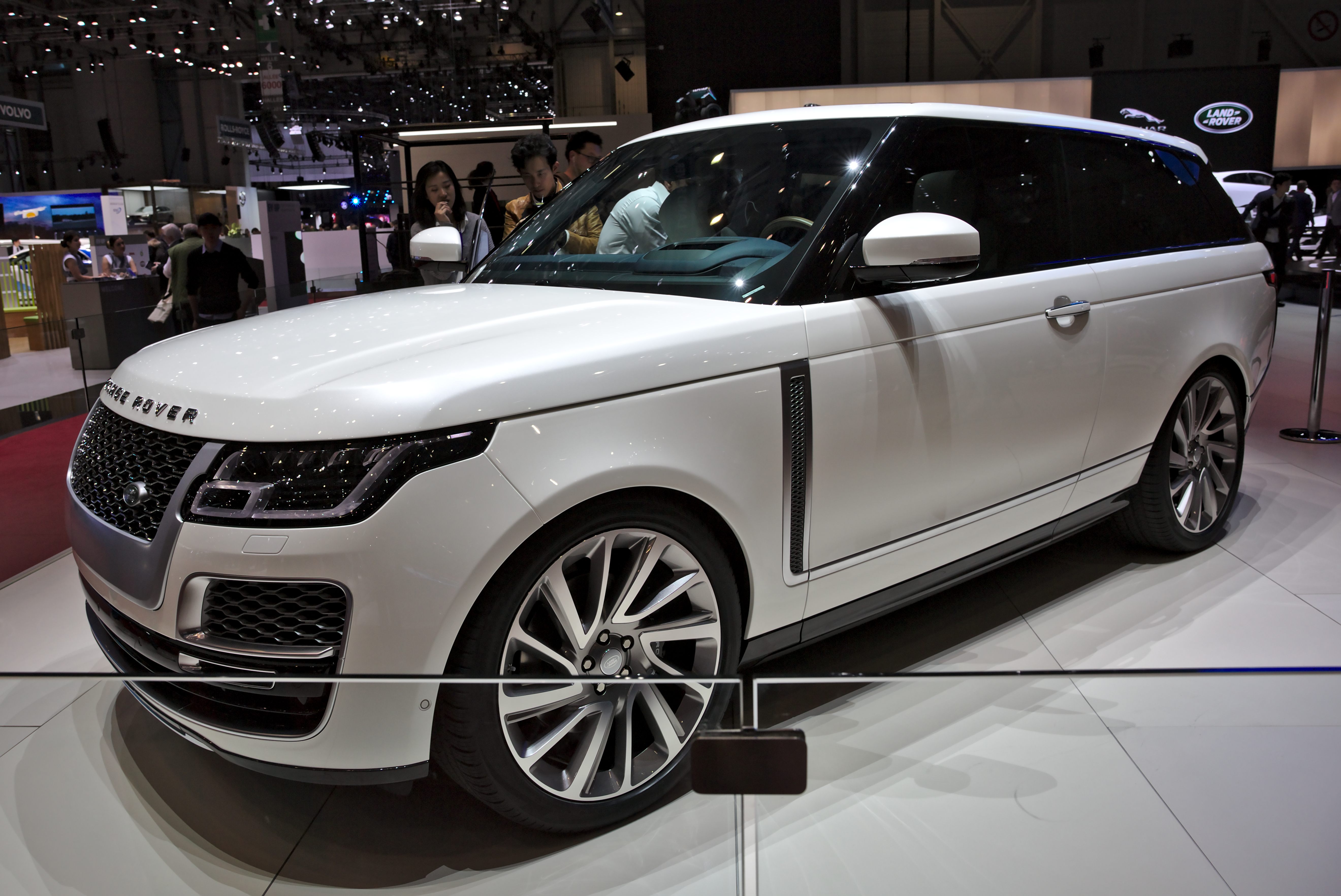
Range Rover SV Coupé

Land Rover présente la version coupé du Range Rover au Salon international de l'automobile de Genève 2018, équipé du V8 5L à compresseur de 565 ch et 700 N m de couple, accouplé à une boîte automatique à 8 rapports.
Le SV Coupé est une édition limitée à 999 exemplaires assemblés à la main par le département SVO (Special Vehicle Operations) de Land Rover.
Le 31 janvier 2019, Range Rover annonce abandonner le projet du Range Rover SV Coupé à la suite des difficultés financières du groupe à la fin de 2018 (mauvaises ventes en Chine, effondrement des ventes de véhicules diesel et suppression de 4 500 postes).

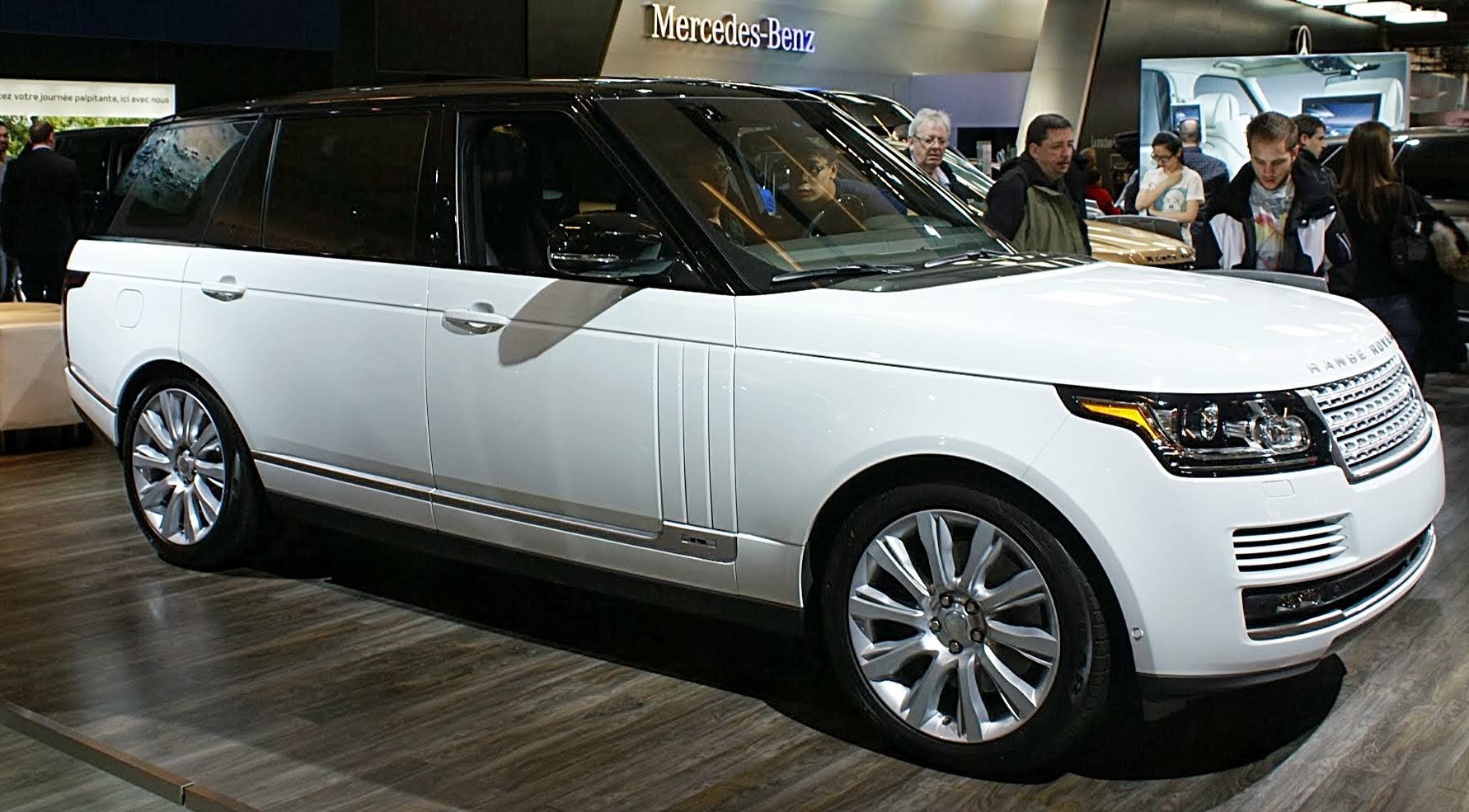
Empattement long

- Range Rover long wheelbase